# Notre-Dame-de-Bon-Voyage (Cannes)

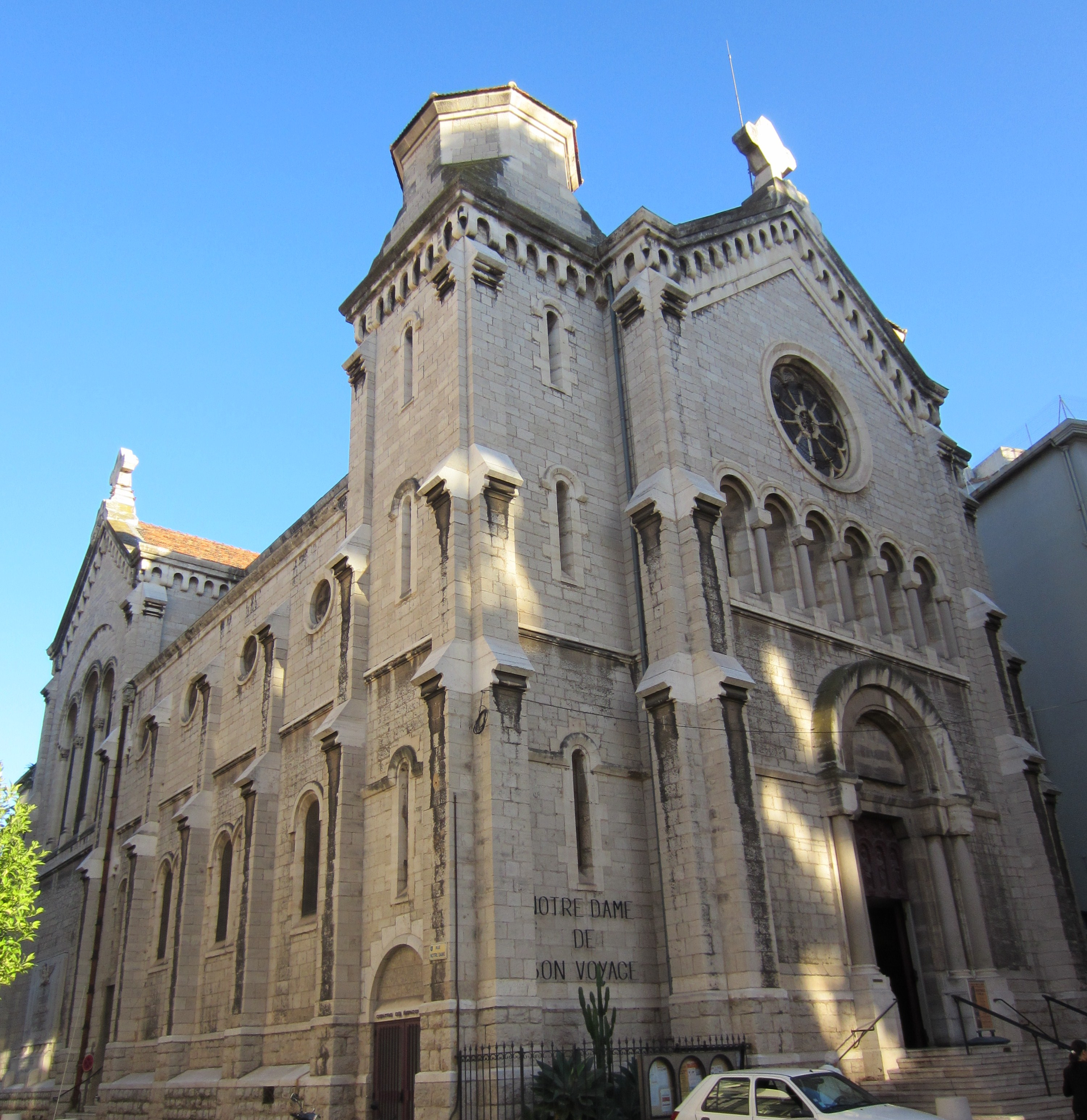
Notre-Dame-de-Bon-Voyage (Cannes)

Die Kirche Notre-Dame-de-Bon-Voyage ist ein Kirchengebäude der römisch-katholischen Kirche in der südfranzösischen Stadt Cannes. 

## Lage und Patrozinium
Die Kirche befindet sich unweit des Festspielgebäudes und des Meeres am Schnittpunkt der Rue Notre Dame und der Rue Buttura. Sie ist zu Ehren Unserer Lieben Frau von der Guten Fahrt (französisch: Bon Voyage) geweiht, womit ursprünglich die Ausfahrt der Seeleute gemeint war, heute aber auch jedwede andere Reise.

## Geschichte
Am Ort einer früheren Kapelle wurde die neoromanische Kirche (mit Querhaus) von 1868 bis 1869 nach Plänen des Architekten Laurent Vianey (1843–1928) gebaut und 1879 feierlich eingeweiht. 1932 wurde an der nördlichen Außenwand eine Tafel angebracht, die daran erinnert, dass Napoleon Bonaparte nach seiner Flucht von Elba am 1. August 1815 hier sein erstes Lager aufschlug. 1931 war die Kirche Ort der Beisetzungsfeierlichkeiten von Emmanuel d’Orléans, duc de Vendôme.

## Ausstattung
Die Querhausfenster zeigen die Steinigung des Stephanus und das Martyrium (im 8. Jahrhundert) des Abtes Porcarius (französisch: Porcaire) der Abtei Lérins. Die Chorfenster gingen am 15. August 1944 zu Bruch und wurden durch solche der Firma Glasmalerei Mauméjean ersetzt. Sie enthalten Szenen aus dem Leben der Heiligen Familie. Die Kirche verfügt über ein Kruzifix des 16. Jahrhunderts sowie Statuen der Jungfrau Maria (18. Jahrhundert) und von Josef von Nazareth, Anna, Antonius von Padua, Nikolaus von Myra und Rita von Cascia. Die Orgel von 1901 wurde 2009 von der Firma Orgelbau Mühleisen neu erbaut. Sie hat vier Manuale und 65 Register.